# Парламентские выборы в Великобритании (1841)
Парламентские выборы в Великобритании 1841 года прошли с 29 июня по 22 июля и стали тринадцатыми парламентскими выборами в истории Соединённого королевства Великобритании и Ирландии после Актов об унии 1800 года и четвёртыми после Великой реформы 1832 года. В ходе выборов были избраны 658 членов Палаты общин, нижней палаты парламента Соединённого Королевства. После серии поражений консерваторы под руководством Роберта Пиля одержали решительную победу над правящими вигами.

## Политическая ситуация
Консерваторы вели кампанию в основном по программе из 11 пунктов, изменённой по сравнению с их предыдущими избирательными усилиями и разработанной Пилем, в то время как виги делали упор на реформировании импортных пошлин на хлеб, заменив существующую скользящую шкалу единой ставкой. Позиция вигов лишила их поддержки среди сторонников протекционизма, в первую очередь среди сельских жителей, и виги понесли тяжелые потери в таких округах, как Западный Райдинг, где аристократические семьи вигов, имевшие сильную традицию непрерывного представительства в парламенте, были отвергнуты избирателями.
О’Коннелл, который правил вместе с вигами посредством заключённого между ними соглашения, почувствовал, что непопулярность правительства передалась и ему. Его собственная партия была разбита на выборах, сам О’Коннелл проиграл в Дублине, а его сын потерпел поражение в Карлоу. Впервые в выборах участвовали представители рабочего класса, чартисты, которые смогли выставить 8 кандидатов и набрали в сумме лишь 0,12 % избирателей.

## Результаты
|        |              |                  |           |         |        |         |       |         |
| Партия | Партия       | Лидер            | Кандидаты | Голоса  | Голоса | Голоса  | Места | Места   |
| Партия | Партия       | Лидер            | Кандидаты | Голоса  | %      | ± п. п. | Места | ± п. п. |
|        | Консерваторы | Роберт Пиль      | 498       | 306 314 | 51,62  | ▲ 2,6   | 367   | ▲ 53    |
|        | Виги         | Виконт Мельбурн  | 388       | 273 902 | 46,15  | ▼ 4,8   | 271   | ▼ 73    |
|        | Рипилеры     | Даниел О’Коннелл | 22        | 12 537  | 2,11   | ▼ 4,8   | 20    | ▼ 10    |
|        | Чартисты     |                  | 8 0.12    | 692     | 0,12   | новая   | 0     | новая   |
|        | Всего        | Всего            | 922       | 593 445 | 100    | ▬       | 685   | ▬       |

### Результаты выборов по регионам
| Партия | Партия       | Великобритания | Великобритания | Великобритания | Великобритания | Великобритания | Великобритания | Великобритания | Англия    | Англия  | Англия | Англия | Англия | Англия | Англия | Шотландия | Шотландия | Шотландия | Шотландия | Шотландия | Шотландия | Шотландия |
| Партия | Партия       | Кандидаты      | Голоса         | %              | ±              | Места          | ±              | Б/А            | Кандидаты | Голоса  | %      | ±      | Места  | ±      | Б/А    | Кандидаты | Голоса    | %         | ±         | Места     | ±         | Б/А       |
| ------ | ------------ | -------------- | -------------- | -------------- | -------------- | -------------- | -------------- | -------------- | --------- | ------- | ------ | ------ | ------ | ------ | ------ | --------- | --------- | --------- | --------- | --------- | --------- | --------- |
|        | Консерваторы | 439            | 286 650        | 52,7           | ▲4,5           | 326            | ▲42            | 185            | 374       | 272 755 | 53,1   | ▲4,2   | 277    | ▲39    | 147    | 35        | 9 793     | 38,3      | ▼7,7      | 22        | ▲2        | 16        |
|        | Виги         | 333            | 256 774        | 47,2           | ▼4,6           | 229            | ▼42            | 83             | 270       | 236 813 | 46,8   | ▼4,3   | 187    | ▼62    | 277    | 40        | 16 356    | 60,8      | ▲6,8      | 31        | ▼2        | 13        |
|        | Чартисты     | 8              | 692            | 0,1            | новая          | 0              | —              | 0              | 4         | 307     | 0,1    | новая  | 0      | —      | 0      | 3         | 385       | 0,9       | новая     | 0         | —         | 0         |
| Всего  | Всего        | 780            | 544 116        | 100            | ▬              | 555            | ▬              | 268            | 658       | 491 540 | 100    | ▬      | 464    | ▬      | 177    | 78        | 26 534    | 100       | ▬         | 53        | ▬         | 29        |

| Партия | Партия       | Уэльс          | Уэльс          | Уэльс          | Уэльс          | Уэльс          | Уэльс          | Уэльс          | Ирландия       | Ирландия       | Ирландия       | Ирландия       | Ирландия       | Ирландия       | Ирландия       | Университеты   | Университеты   | Университеты   | Университеты   | Университеты   | Университеты   | Университеты   |
| Партия | Партия       | Кандидаты      | Голоса         | %              | ±              | Места          | ±              | Б/А            | Кандидаты      | Голоса         | %              | ±              | Места          | ±              | Б/А            | Кандидаты      | Голоса         | %              | ±              | Места          | ±              | Б/А            |
| ------ | ------------ | -------------- | -------------- | -------------- | -------------- | -------------- | -------------- | -------------- | -------------- | -------------- | -------------- | -------------- | -------------- | -------------- | -------------- | -------------- | -------------- | -------------- | -------------- | -------------- | -------------- | -------------- |
|        | Консерваторы | 24             | 4 102          | 53,2           | ▲0,4           | 21             | ▲2             | 16             | 59             | 19 664         | 40,1           | ▼1,4           | 27             | ▼3             | 59             | 6              | Не голосовали  | Не голосовали  | Не голосовали  | 6              | ▬              | 6              |
|        | Виги         | 16             | 3 605          | 46,8           | ▼0,4           | 11             | ▼2             | 8              | 55             | 17 128         | 35,1           | ▼22,5          | 42             | ▼31            | 30             | Не участвовали | Не участвовали | Не участвовали | Не участвовали | Не участвовали | Не участвовали | Не участвовали |
|        | Рипилеры     | Не участвовали | Не участвовали | Не участвовали | Не участвовали | Не участвовали | Не участвовали | Не участвовали | 22             | 12 537         | 24,8           | н/д            | 20             | ▼10            | 12             | Не участвовали | Не участвовали | Не участвовали | Не участвовали | Не участвовали | Не участвовали | Не участвовали |
|        | Чартисты     | 1              | 0              | 0              | новая          | 0              | —              | 0              | Не участвовали | Не участвовали | Не участвовали | Не участвовали | Не участвовали | Не участвовали | Не участвовали | Не участвовали | Не участвовали | Не участвовали | Не участвовали | Не участвовали | Не участвовали | Не участвовали |
| Всего  | Всего        | 45             | 21 760         | 100            | ▬              | 32             | ▬              | 17             | 158            | 65 064         | 100            | ▬              | 103            | ▬              | 53             | 6              | 1,877          | 100            | ▬              | 6              | ▬              | 6              |

### Комментарии
1. ↑  Включая 218 депутатов, избранных безальтернативно.
2. ↑  Включая 113 депутатов, избранных безальтернативно.
3. ↑  Включая 12 депутатов, избранных безальтернативно.
4. 1 2 3  Голосование состоялось только в 311 округах из 658. В 343 округах голосование не проводилось из-за отсутствия альтернативных кандидатов.
5. ↑  Избирательные округа различались по числу избираемых членов Палаты общин, самые маленькие избирательные округа избирали 1 члена, а самые большие — 4. Заштрихованная окраска используется в избирательных округах, избравших от депутатов разных партий. Таким образом, штриховка 2:1 указывает на то, что 2 из 3 избранных парламентариев были представителями одной партии, а оставшийся член — представителем другой.
6. ↑  Приведённые здесь данные о количестве мест партии вигов включают спикера Палаты общин.